# 思い出の鉄路
思い出の鉄路（おもいでのてつろ）は、NHKワンセグ2・NHK衛星第1テレビジョン（BS1）で2010年から放送されている鉄道番組である。一篇5分で一つの鉄道路線を紹介するミニ番組。全15回。

## 放送時間
再放送あり。
- ワンセグ2
  - 毎週月曜 - 金曜 12:55 - 13:00 他
- BS1
  - 毎週月曜 - 金曜 15:30 - 15:35 他
- 2011年のBS再編以降は放送頻度が減り、2017年の九州編を最後に放送がない。

## 内容
廃線となってしまった地方のローカル線を運行当時の映像とBGMで紹介する。4本分まとめた20分間の放送では野村正育（NHKアナウンサー）のナレーションも追加で挿入される。

## 紹介した路線
北海道
夕張鉄道・手宮線・美唄鉄道・万字線・深名線・名寄本線・広尾線・三菱大夕張鉄道
青森県
南部縦貫鉄道
秋田県
小坂鉄道
栃木県
東野鉄道
新潟県
蒲原鉄道
長野県
木曽森林鉄道
京都府
加悦鉄道
兵庫県
明神電車
岡山県
片上鉄道・下津井電鉄・井笠鉄道
広島県
宇品線
徳島県
小松島線
福岡県
幸袋線
佐賀県・福岡県
佐賀線
熊本県・鹿児島県
山野線
宮崎県
高千穂線